# Brandon McDonald
Brandon Marquee McDonald (Glendale, 16 gennaio 1986) è un ex calciatore statunitense, di ruolo difensore.